# Oculus Go
 

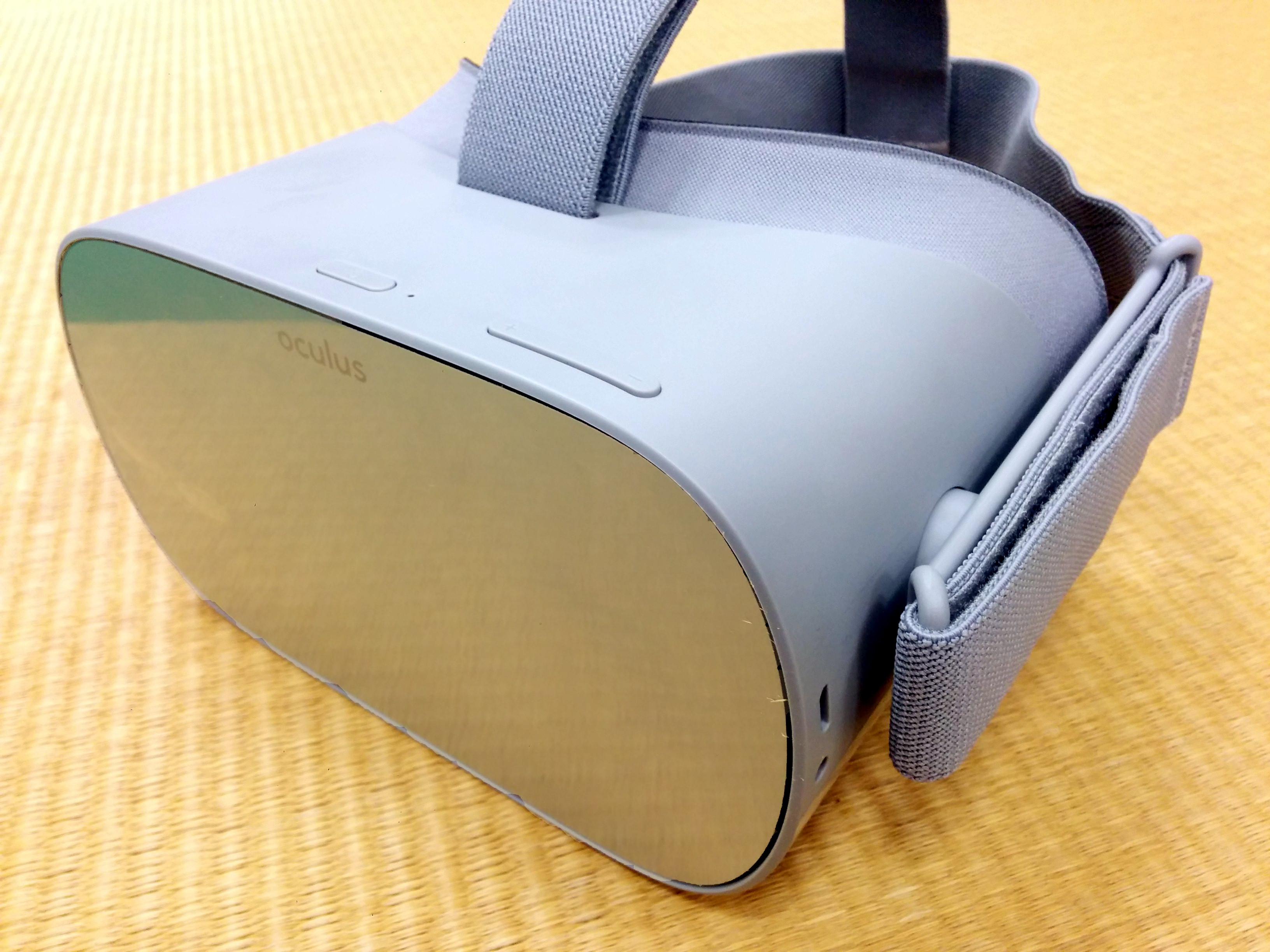
Oculus Go设备本体

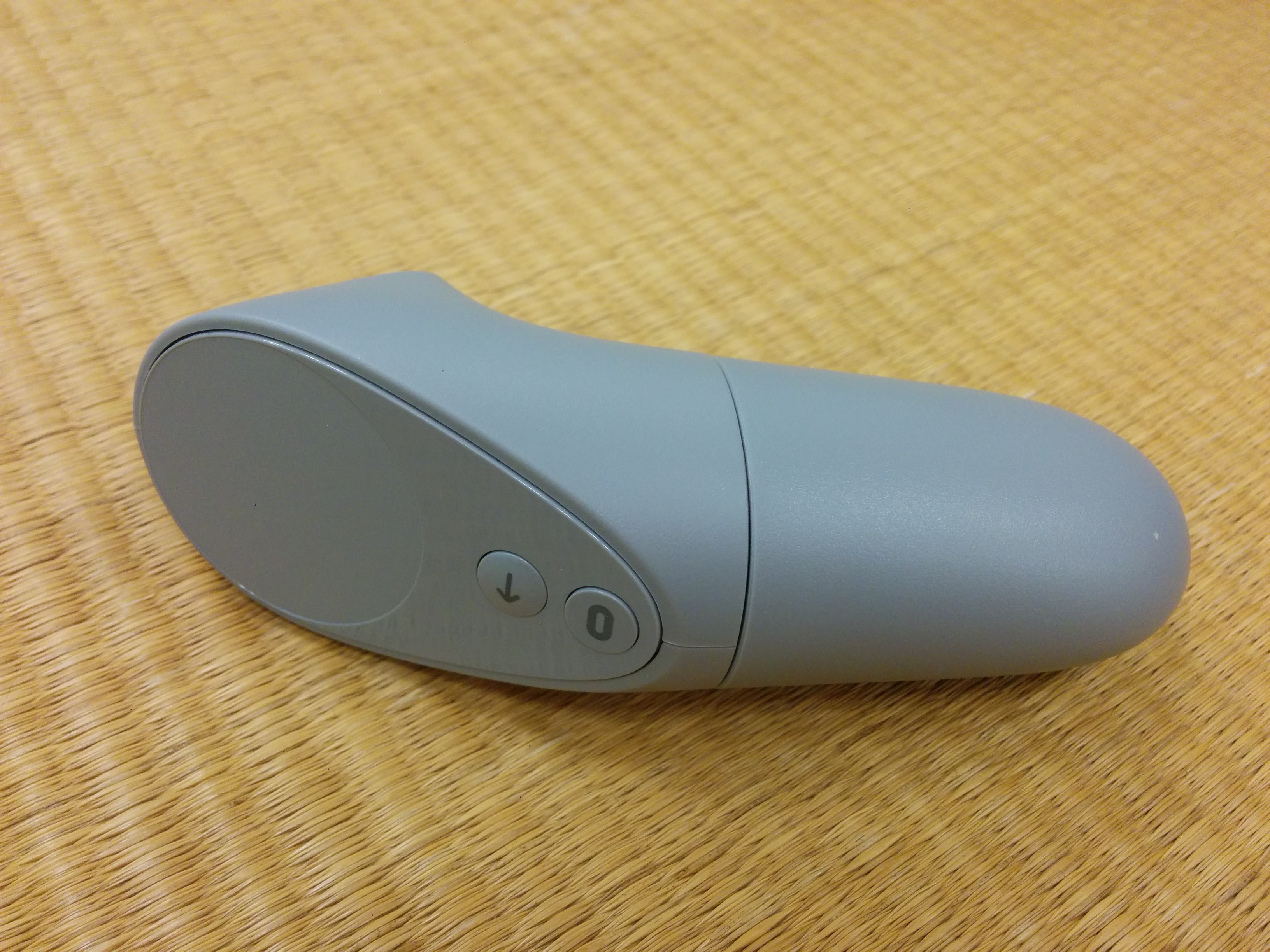
Oculus Go控制器正面

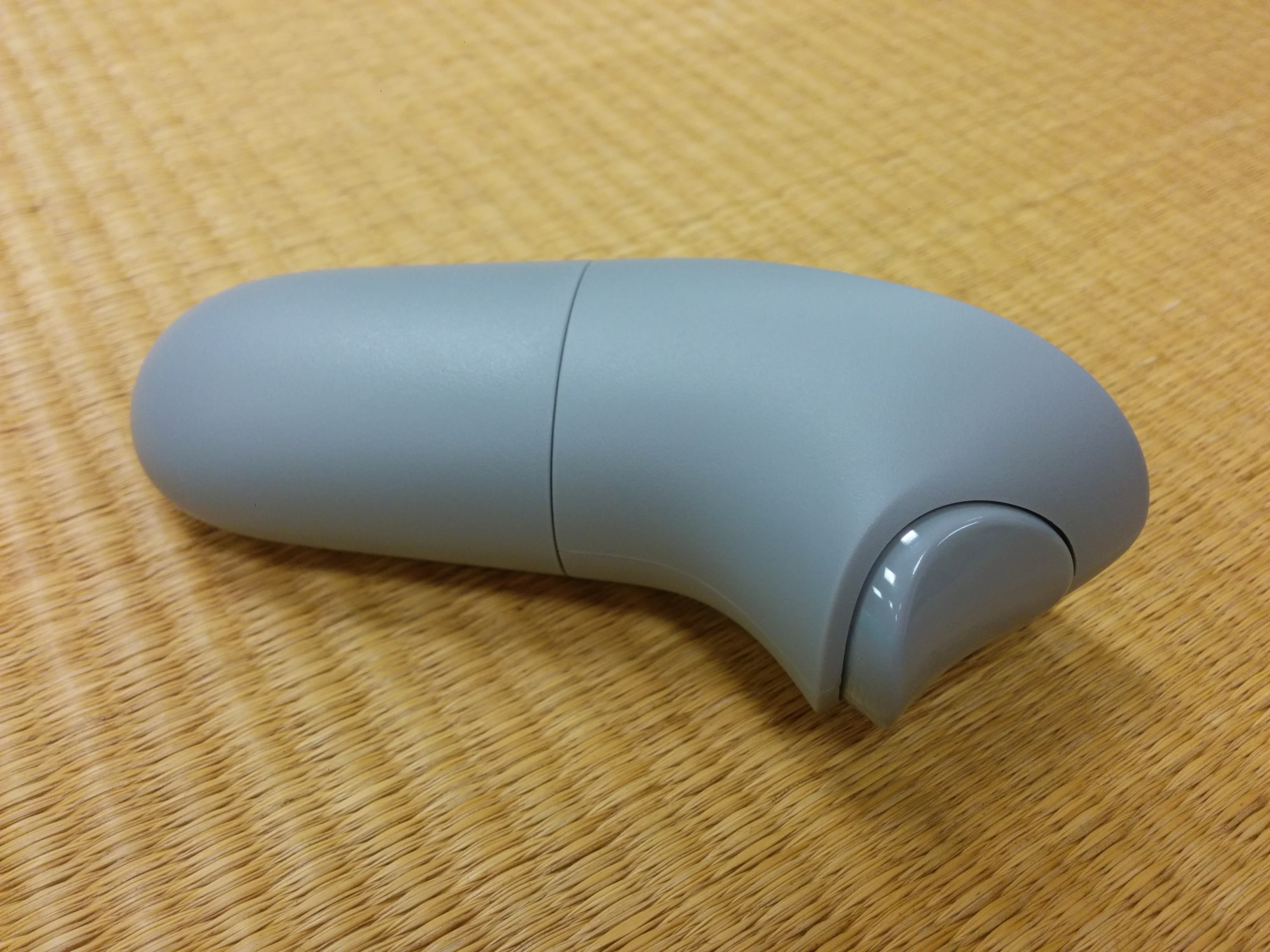
Oculus Go控制器背面

Oculus Go是一款由Oculus、高通、小米合作开发的独立虚拟實境眼镜。它属于Meta的第一代虚拟實境眼镜，也是该公司的第一款独立虚拟實境裝置，这在Go发布时是一个全新的类别。 Oculus Go于2017年10月11日在Oculus Connect开发者大会期间亮相，并于2018年5月1日发售。小米于2018年5月31日在中国推出了他们自己的版本，即小米VR一体机。

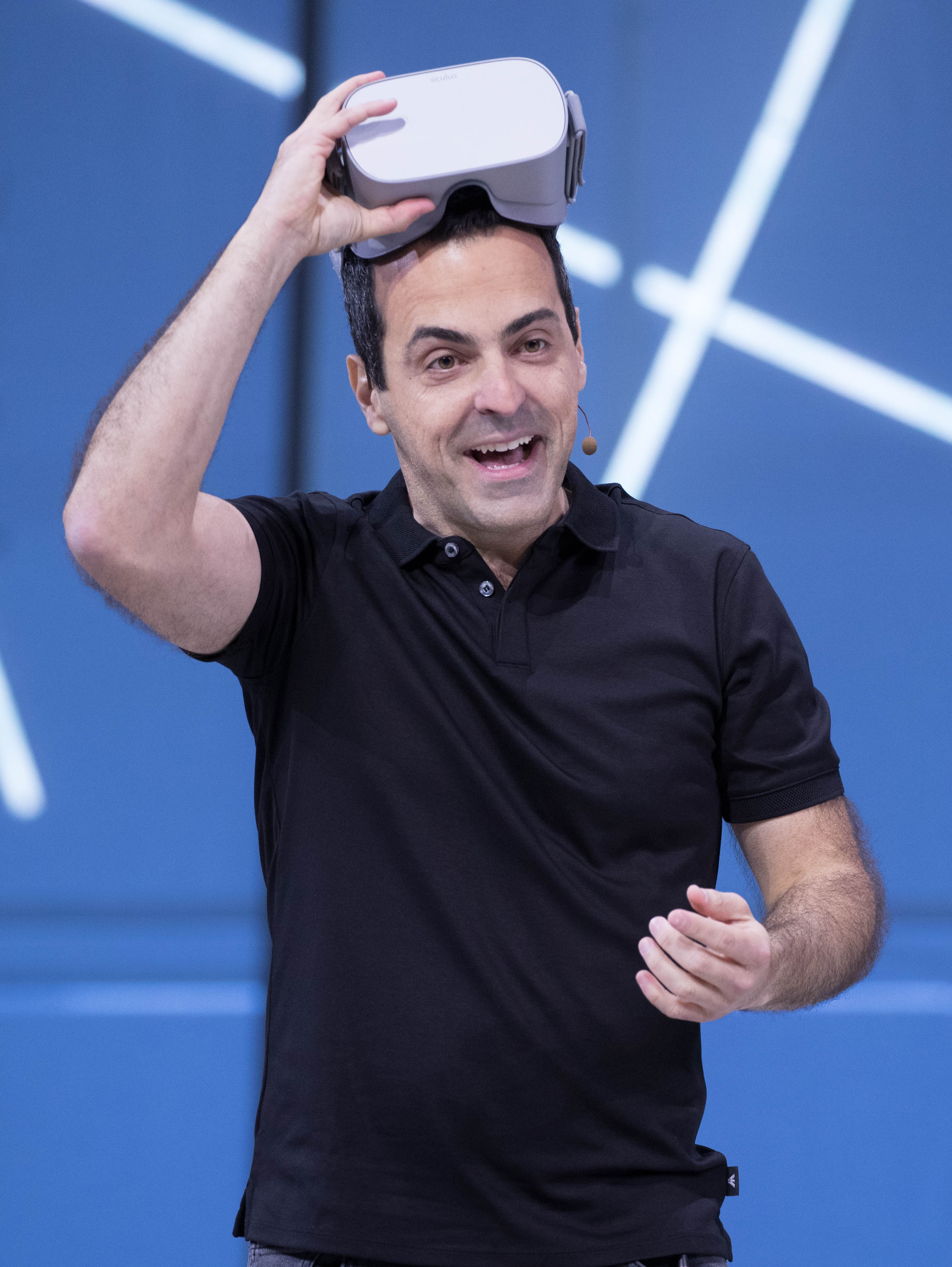
雨果·巴拉在2018年的Facebook F8大会上展示 Oculus Go